# Lundskafting
Lundskafting (Brachypodium sylvaticum) är en växtart i familjen gräs. 
Äldre namn på gräset är lundslosta eller slak axlosta. Det förekommer i Sverige mera sällsynt i lundar och fuktiga busksnår.